# Sundsvassheia
Sundsvassheia är en platå i Antarktis. Den ligger i Östantarktis. Norge gör anspråk på området. Sundsvassheia ligger vid sjöarna  Shel'fovoe och Karovoevatnet.